# Müllersberg (Remscheid)
Müllersberg ist eine Hofschaft im Südosten der bergischen Großstadt Remscheid in Nordrhein-Westfalen.

## Lage und Beschreibung
Müllersberg liegt im statistischen Stadtteil Engelsburg des Stadtbezirks Lennep auf einem niedrigen Höhenzug zwischen den Tälern des Lenneper Bachs und Feldbach östlich des größeren Stadtteils Hasenberg. Weitere benachbarte Wohnplätze und Hofschaften sind Ober- und Niederfeldbach, Nagelsberg, Schneppendahl, Kleebach, Jacobsmühle, Auf der Hardt und Durchsholz. Aufgrund des Baus der Wuppertalsperre abgegangen sind Wassermühle, Spaniermühle, Nagelsbergermühle, Nagelsberger Gemarke und Felbeckerhammer.
Nördlich von Müllersberg verläuft die neue Trasse der Bundesstraße 229, die ebenfalls aufgrund des Talsperrenbaus verlegt werden musste.

## Geschichte
Die Karte Topographia Ducatus Montani aus dem Jahre 1715 zeigt den Hof als Müllersberg. Im 18. Jahrhundert gehörte der Ort zum bergischen Amt Bornefeld-Hückeswagen. 
1815/16 lebten 11 Einwohner im Ort. 1832 war Müllersberg Teil der altbergischen Landgemeinde Fünfzehnhöfe, die nun der Bürgermeisterei Wermelskirchen angehörte. Der laut der Statistik und Topographie des Regierungsbezirks Düsseldorf als Tagelöhner-Wohnung bezeichnete Ort besaß zu dieser Zeit zwei Wohnhäuser und zwei landwirtschaftliche Gebäude. Zu dieser Zeit 33 Einwohner im Ort, davon zwei katholischen und 31 evangelischen Glaubens.
Im Gemeindelexikon für die Provinz Rheinland werden für das Jahr 1885 zwei Wohnhäuser mit 39 Einwohnern angegeben. Der Ort gehörte zu dieser Zeit zur  Bürgermeisterei Fünfzehnhöfe innerhalb des Kreises Lennep. 1895 besitzt der Ort zwei Wohnhäuser mit 38 Einwohnern, 1905 zwei Wohnhäuser und 21 Einwohner.
1886 wurde nördlich von Müllersberg der Streckenabschnitt Lennep – Krebsöge der Wuppertalbahn eröffnet. 1906 wurde die Bürgermeisterei Fünfzehnhöfe mit Müllersberg in die Stadt Lennep eingemeindet, die 1929 ihrerseits in Remscheid eingemeindet wurde.